# Vikinge Svøm Roskilde
Vikinge Svøm Roskilde er et åbent vand-svømmearrangement arrangeret af Roskilde Svømning og Dansk Svømmeunion. Det foregår i Roskilde Fjord, med start fra Vigen Strandpark og mål ved Vikingeskibsmuseet i Roskilde. Ruten er ca. 2,5 km lang. Vikinge Svøm Roskilde blev første gang afholdt søndag d. 28. juni 2009, med 110 deltagere.